# Ciao bambino
Ciao bambino è un film del 2025 diretto da Edgardo Pistone, al suo debutto alla regia.

## Trama
A Napoli sul finire dell'estate un diciassettenne si innamora di una giovane prostituta. Quando suo padre esce dal carcere dovrà scegliere tra lui e l'amore per la ragazza.

## Produzione
Il film, diretto da Edgardo Pistone e scritto dallo stesso Pistone con Ivan Ferone, è stato prodotto da prodotto da Bronx Film, Anemone Film, Mosaicon Film, Minerva Pictures Group e realizzata con il sostegno della Direzione generale Cinema e audiovisivo, Regione Campania e della Film Commission Regione Campania.
Le riprese si sono svolte a Napoli, con scene girate nel Rione Traiano, tra novembre e dicembre 2023.

## Promozione
Il trailer del film è stato reso disponibile dal 12 gennaio 2025.

## Distribuzione
Il film è stato presentato nella sezione "Freestyle" della Festa del Cinema di Roma nell'ottobre 2024 e distribuito nelle sale cinematografiche italiane dal 23 gennaio 2025.

## Accoglienza
Il film è stato accolto con recensioni generalmente favorevoli dalla critica cinematografica.

## Riconoscimenti
- 2025 – David di Donatello[11]
  - Candidatura al miglior regista esordiente a Edgardo Pistone
  - Candidatura al miglior produttore
- 2025 – Globo d'oro[12]
  - Candidatura alla miglior opera prima a Edgardo Pistone
- 2024 - Festa del Cinema di Roma
  - Premio miglior opera prima  - sezione freestyle[13]

- 2024 - Tallinn Black Nights Film Festival
  - Premio speciale della giuria - esordienti[14]